# Тома Миловановић
Томислав Миловановић (Штрпце, 20. мај 2003) српски је певач.

## Биографија
Рођен је 20. маја 2003. у Штрпцу. Породица му је пореклом из Урошевца, који су напустили након рата на Косову и Метохији. Тома се први пут у јавности појављује у музичком такмичењу Пинкове звездице, такмичење завршава на 3. месту. Након такмичења, Горан Весић је доделио стипендију како би могао да стекне музичко образовање у музичкој школи у Панчеву.

### IDJ SHOW
Године 2023. улази у топ 12 такмичара музичког такмичења IDJ SHOW, добија прилику да сними песму и спот. Ментор му је Реља Поповић.

## Дискографија

### Синглови
- Гагарин (са Сергејем Пајићем и групом IN VIVO) (2020)
- Нисам њен (2020)
- Ефекат лептира (са Куријем) (2021)
- Даљина (2023)
- Акварела (2024)
- Што чекаш да раскинем (2024)
- Иди са Ђаном (2024)

### Обраде
- Омерта (2023)
- Крај је x Хладно лето x Странац (2023)
- Пола сунца са Ђаном (2023)
- Турира x Мора да је љубав са Зоном (2023)
- Транс (2023)
- Тактика са Амном (2023)
- Банкина са Ланом (2024)